# Диас Арсе, Рауль
Рауль Диас Арсе (исп. Raúl Díaz Arce; 1 февраля 1970, Сан-Мигель, Сальвадор) — сальвадорский футболист, нападающий. Лучший бомбардир в истории сборной Сальвадора.

## Клубная карьера
Нападающий начал карьеру в команде «Драгон» во втором дивизионе Сальвадора. Выйдя с клубом в Примеру, за два сезона забил 34 гола. В сезоне 1989/1990 его команда заняла 9-е место в чемпионате, в сезоне 1990/1991 «Драгон» вылетел из первого дивизиона. В 1991 году нападающий перешёл в футбольный клуб «Луис Анхель Фирпо», с которым дважды выигрывал чемпионат страны. В 1996 году Рауль начал играть за «Ди Си Юнайтед» из Вашингтона, будучи выбранным на Инаугуральном драфте MLS. В первом сезоне нападающий забил 23 мяча в регулярном чемпионате и 6 мячей в плей-офф Кубка MLS. Эти голы помогли «Ди Си Юнайтед» выиграть Кубок MLS, став первым чемпионом новой лиги. Диас Арсе помог вашингтонскому клубу выиграть Открытый кубок США 1996, забив первый мяч в финале. В 1997 году нападающий забил 15 голов в регулярном чемпионате и помог команде выиграть первенство. В Кубке MLS сальвадорский футболист забил 2 гола в полуфинале (финале Восточной конференции) и помог столичной команде выйти в финал, где «Ди Си Юнайтед» со счётом 2:1 победил «Колорадо Рэпидз». В Кубке чемпионов КОНКАКАФ 1997 нападающий забил 1 мяч в матче за 3-е место против мексиканской «Гвадалахары». В 1997 году из-за конфликта с полузащитником Марко Этчеверри футболист покинул «Ди Си Юнайтед». В 1998 году сальвадорский нападающий играл за «Нью-Инглэнд Революшн» и забил 18 голов, но его команда заняла последнее место в регулярном чемпионате. Первую половину 1999 года нападающий провёл в «Сан-Хосе Клэш». В середине сезона Рауль Диас Арсе перешёл в «Тампа-Бэй Мьютини», который вышла в плей-офф, но проиграл уже в первом раунде. В 2000 году футболист вернулся в «Ди Си Юнайтед», за который играл до середины 2001 года. В 2001 году нападающий также играл за «Колорадо Рэпидз», занявший 11-е место в MLS. В 2002 году нападающий играл в A-League за «Чарлстон Бэттери». В сезоне 2002/03 играл в чемпионате Сальвадора за «Агилу». В 2003 году Рауль Арсе выиграл чемпионат A-League в составе «Чарлстон Бэттери». В 2004 году нападающий завершил карьеру.

## Сборная Сальвадора
В 1991 году нападающий сыграл первый матч за сборную Сальвадора, в отборочном турнире Кубка наций Центральной Америки против сборной Никарагуа: Сальвадор выиграл со счётом 3:2, Диас Арсе забил два гола. В ответном матче сальвадорский футболист забил ещё один гол, Сальвадор победил со счётом 2:0. В Кубке наций Центральной Америки 1991 футболист сыграл один матч и забил гол Коста-Рике. С 1993 года Рауль стал регулярно играть за сборную и сыграл шесть матчей в отборочном турнире чемпионата мира 1994. В 1996 году футболист сыграл два матча и забил два гола в Золотом кубке КОНКАКАФ, но сборная Сальвадора не вышла из группы. В отборочном турнире чемпионата мира 1998 Рауль Диас Арсе сыграл 16 матчей и забил 9 голов. В 1998 году нападающий сыграл два матча в Золотом кубке КОНКАКАФ, на котором сборная Сальвадора заняла последнее место в группе. В 2000 году Диас Арсе сыграл свой последний матч в сборной, против Гондураса. Рауль Игнасио Диас Арсе сыграл за сборную 55 матчей и забил 39 голов, что позволяет ему быть лучшим бомбардиром в истории сборной Сальвадора.

## Достижения
Командные
«Луис Анхель Фирпо»
- Чемпионат Сальвадора: 1991/92 , 1992/93

«Ди Си Юнайтед»
- Кубок MLS: 1996, 1997
- Регулярный чемпионат MLS: 1997
- Открытый кубок США: 1996

«Чарлстон Бэттери»
- A-League[англ.]: 2003

Индивидуальные
- Матч всех звёзд MLS: 1997[5], 1998[6], 1999[7]